# Haemopis caballeroi
Haemopis caballeroi är en ringmaskart som först beskrevs av Richardson 1971.  Haemopis caballeroi ingår i släktet Haemopis och familjen Haemopidae. Inga underarter finns listade i Catalogue of Life.